# Eucomatocera minuta
Eucomatocera minuta är en skalbaggsart som beskrevs av Pu 1988. Eucomatocera minuta ingår i släktet Eucomatocera och familjen långhorningar. Inga underarter finns listade i Catalogue of Life.